# 北条時治
北条 時治（ほうじょう ときはる）は、鎌倉時代後期の武士。塩田 時治（時春）（しおた ときはる）とも。連署を務めた北条義政の次男。歌人としての才能があり、『新後撰和歌集』『玉葉和歌集』に入集した。
『鎌倉年代記』によると、元亨2年7月12日（1322年8月25日）、三番引付頭人に着任し、翌2年4月17日（1327年5月9日）、二番引付頭人に異動する。元徳2年12月2日（1331年1月10日）、二番引付頭人を辞任した。
嘉暦元年（1326年）3月に、出家して道順と号している。